# Afroligusticum thodei
Afroligusticum thodei är en växtart i släktet Afroligusticum och familjen flockblommiga växter. Den beskrevs av Trevor Henry Arnold som Peucedanum thodei och fick sitt nu gällande namn av Pieter J. D. Winter 2008.
Arten är en perenn ört som förekommer i Sydafrika.